# Convocazioni alla Coppa asiatica femminile di pallavolo 2010
Elenco delle giocatrici convocate per la Coppa asiatica 2010.